# Macedon
Macedon – miasto w Australii, w stanie Wiktoria.